# Phrygisch-dominante Tonleiter

Phrygische Tonleiter mit Durterz.(Erläuterung)

Die phrygisch-dominante Tonleiter (oder in anderen Zusammenhängen auch Phrygisch-Dur) ist eine rezente Begriffsschöpfung und stammt aus dem Umfeld der westlichen Improvisationspraxis zur Benennung einer heptatonischen (siebenschrittigen) Tonleiter, die einerseits mit dem Halbtonschritt zwischen erster und zweiter Tonleiterstufe ein charakteristisches Element des phrygischen Modus enthält, andererseits durch ihre Benennung als „dominant“ bereits darauf verweist, dass sie durch die Hochalteration ihrer dritten Stufe und die dadurch bedingte „Verdurung“ bevorzugt als Skala über einem Dur-Akkord mit dominantischer Funktion Verwendung findet.

## Die phrygisch-dominante Tonleiter und phrygische Skalen mit Durterz
Bildet man auf dem Grundton E eine phrygische Tonleiter mit erhöhter dritter Stufe, ergibt sich daraus die Tonfolge E F G♯ A | H C D e und somit eine Struktur mit einem zentralen übermäßigen Ganztonschritt (Halbton-übermäßiger Ganzton-Halbton) im unteren Tetrachord von E bis A, der je nach musikalischem Kontext als verbindender übermäßiger Melodieschritt oder durch Mittel der musikalischen Formgebung als Hiatus realisiert werden kann, und mit der diatonischen Struktur Halbton-Ganzton-Ganzton im oberen Tetrachord.
Diese Struktur definiert jedoch nicht nur die phrygisch-dominante Tonleiter, sondern ist ein gemeinsames Merkmal musikalisch unterschiedlich verwendeter Tonleitern aus unterschiedlichen Musikkulturen.
Die phrygisch-dominante Tonleiter unterscheidet sich in ihrer Funktion als Improvisationsskala über Dur-Dominanten (zumeist im Kontext einer Dominant-Tonika-Progression in Moll-Tonarten) grundlegend von Skalen, bei denen zwar identische oder zumindest ähnliche Binnenstrukturen vorliegen, deren Funktion aber in den meisten außereuropäischen Musikkulturen überwiegend melodisch ist, oder – wie im spanischen Flamenco – harmonisch von einem Dur-Akkord mit Tonika-Funktion bestimmt wird.
Die aufgrund rein äußerlicher Merkmale der Skalenstruktur gelegentlich vorzufindende eurozentristische Gleichsetzung des erst im ausgehenden 20. Jahrhundert entstandenen Begriffs der phrygisch-dominanten Tonleiter mit historisch oftmals wesentlich älteren ethnischen Skalen ist daher problematisch, da hierbei die teilweise völlig andere musikalische Funktion dieser Skalen unberücksichtigt bleibt.
Die übermäßige Sekunde zwischen zweiter und dritter Stufe wird im Kontext von überwiegend durch die abendländische Dur-Moll-Tonalität geprägten Hörgewohnheiten als ungewöhnlich empfunden und daher häufig undifferenziert mit orientalischer oder allgemein exotischer Melodiebildung assoziiert. Exotisierende Skalenbezeichnungen, bei denen Tonleitern mit übermäßigem Ganztonschritt die Orientalische, oder wegen ihrer Verwendung im südspanischen Flamenco und in der jüdischen Musik auch die Spanische oder Spanisch-Phrygische Tonleiter bzw. die Jüdische genannt werden, verweisen primär nicht auf die in den jeweiligen Kulturräumen tatsächlich benutzten Skalenstrukturen, sondern auf „orientalisierende“ Skalenbildungen im Kontext des musikalischen Exotismus westlicher Prägung. Ein beliebig herausgegriffenes Beispiel für die bewusste Verwendung dieser pseudo-exotischen Tonleitern in der westlichen Popmusik ist So cold the night von The Communards.

## Skalenstrukturen
Es lassen sich drei zwar äußerlich identische, in ihrer Genese und ihrer Verwendung jedoch unterschiedliche Tonleitern unterscheiden.

### Die phrygisch-dominante Tonleiter

#### HM5
Vergleicht man den Tonvorrat einer phrygisch-dominanten Tonleiter z. B. auf dem Grundton E mit anderen Skalen, so lässt sich feststellen, dass sie den gleichen Tonvorrat wie eine harmonische Molltonleiter hat, in diesem Fall harmonisch a-Moll (A, H, C, D, E, F, G♯, A). In der Akkord-Skalen-Theorie des Jazz wird diese Skala daher von der fünften Akkordstufe des Harmonischen Molls abgeleitet. Daher ist im Jazz auch die Bezeichnung HM5 gebräuchlich.

#### Mixolydisch♭9/♭13
Zu einem im Tonmaterial identischen Ergebnis kommt man, wenn man die phrygisch-dominante Tonleiter im Sinne der Akkord-Skalen-Theorie als Ergebnis eines in den Raum einer Oktave projizierten, um die Zusatztöne ♭9/und ♭13 erweiterten Dominantseptakkordes auffasst, beispielsweise auf dem Grundton E: E G♯ H D F A C. In der Jazztheorie wird die Skala daher auch als Alteration von Mixolydisch betrachtet: Mixolydisch (kurz Mixo) (♭9/♭13). Sie wird dort bei der Improvisation auf Dominantakkorden wie Dur7 und Dur7/♭9 angewendet und ist dann immer verbunden mit dem Spannungscharakter und der Funktion der Dominante einer Molltonart.

### Phrygisch mit Durterz
Als Ableitung vom phrygischen Modus wird die Tonleiter durch die Erhöhung der dritten Stufe zur Durterz gebildet. Ihre Funktion ist harmonisch von einer Dur-Tonika bestimmt. Eine stilprägende Verwendung dieser Skala findet sich im Flamenco, der bei Stücken im auf der ganzen iberischen Halbinsel verbreiteten „E-Modus“ (modo de mi; phrygisch) grundsätzlich die Tonika in Dur-Form verwendet, zumeist mit dem Durklang der zweiten Stufe in Dominantfunktion.
Auch in der Klezmer-Musik wird diese harmonisch bedingte Skala ebenfalls auf der Tonika angewendet. Die Funktion ist demnach eine völlig andere, was den oft als ungewohnt empfundenen Klangeindruck im Zusammenspiel mit der Harmonik erklärt. Diese Art der Herleitung findet sich in der Klezmer-Musik in der Bezeichnung Freygisch wieder, eine jiddische Anlehnung an den phrygischen Modus der Kirchentonarten.
Der erste Teil des bekannten jüdischen Volkslieds Hava Nagila beruht auf dieser harmonisch motivierten Tonleiter.

#### Phrygisch Dur
Für Flamencomusiker gibt es keine Notwendigkeit, den von ihnen ohnehin in unterschiedlichen Intonationsvarianten verwendeten phrygischen Modus (modo frígio) bei der harmonisch obligatorischen, melodisch jedoch nur fakultativen Verwendung der Durterz terminologisch besonders auszuzeichnen. Bei einer Bezeichnung wie phrygisch Dur handelt es sich daher um ein Konstrukt westlicher Musiker, zu dem es im spanischen Musikerjargon keine Entsprechung gibt.
Darüber hinaus ist der Begriff nicht eindeutig, da er sich auch auf eine Dur-Tonleiter mit erniedrigter zweiter, sechster und siebter Stufe beziehen könnte. In der Harmonik und Melodik des Flamenco treten solche „phrygischen Umfärbungen“ von Palos in Dur durchaus auf, beispielsweise in den Caracoles, hier werden sie aber im Sinne einer Modulation von Dur in die modale Paralleltonart Phrygisch wahrgenommen, beispielsweise von C-Dur nach E-Phrygisch. Als vermittelnder Akkord dient hier meist die Dur-Subdominante, die im Phrygischen durch Umdeutung die Funktion der Dominante erhält: G7-C-F-E.

### Phrygisch mit Leitton zur IV. Stufe
Während bei überwiegend melodischer Verwendung der Skala die zweite bzw. sechste Tonleiterstufe als abwärtsführender Leitton zur ersten bzw. fünften Stufe wahrgenommen werden kann,  kann man der vierten Tonleiterstufe im Melodieverlauf vorübergehend oder auch dauerhaft eine prominente strukturelle Bedeutung zuweisen, indem man sie über die zum aufwärtsführenden Leitton erhöhte dritte Stufe halbtönig ansteuert. 
Ob man eine erhöhte dritten Stufe als Durterz oder als Leitton wahrnimmt (bei einer Skala auf E ist dies bei Instrumenten mit invariabler Intonation in beiden Fällen der Ton Gis), ist davon abhängig, ob sich das musikalische Denken an primär harmonischen (Gis als Terz des Dur-Dreiklangs E-Gis-H) oder primär melodischen Kategorien (Gis als Leitton zum strukturell prominenten Melodieton A) orientiert. Nach dem primär melodisch-linearen Prinzip ist beispielsweise die Skala Hijaz (türkisch/arabisch, persisch) aufgebaut.

#### Zigeuner-Dur
Erzeugt man bei der vorangehend beschriebenen Skalenstruktur durch Erhöhung der siebten Stufe noch einen weiteren, aufwärtsführenden Leitton zum Grundton, entsteht eine Struktur, die im Gefolge der bürgerlichen „Zigeunerromantik“ des 19. Jahrhunderts als Zigeuner-Dur bezeichnet wurde.

## Hörbeispiel
Phrygische Tonleiter mit Durterz in Cⓘ